# Dryas (paléoclimat)
Pour les articles homonymes, voir Dryas.

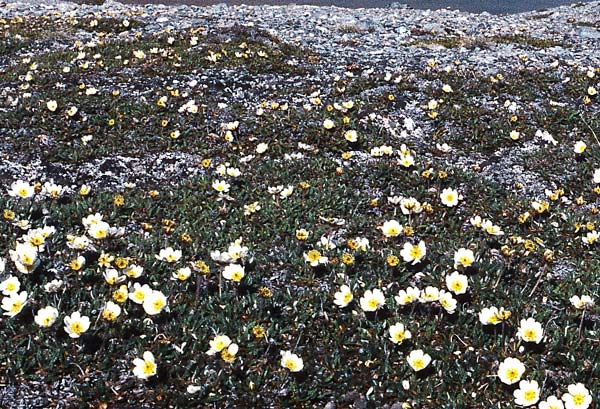
La Dryade à huit pétales forme des tapis relativement foncés, dont l'albédo augmente au moment de la floraison.

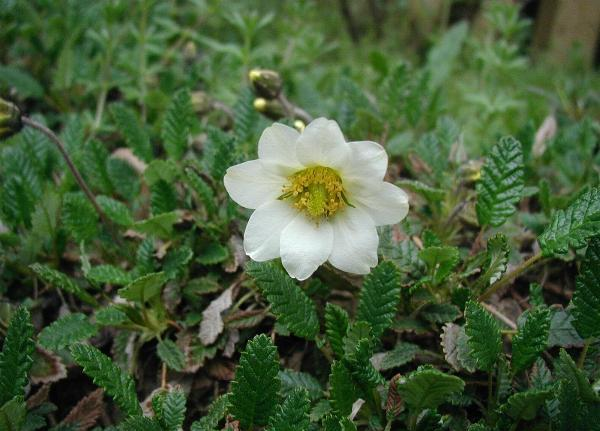
La Dryade à huit pétales est buissonnante et rampante ; elle couvre le sol en le protégeant de l'érosion et capte la chaleur par son feuillage foncé, tout en conservant l'eau sous ses feuilles velues.

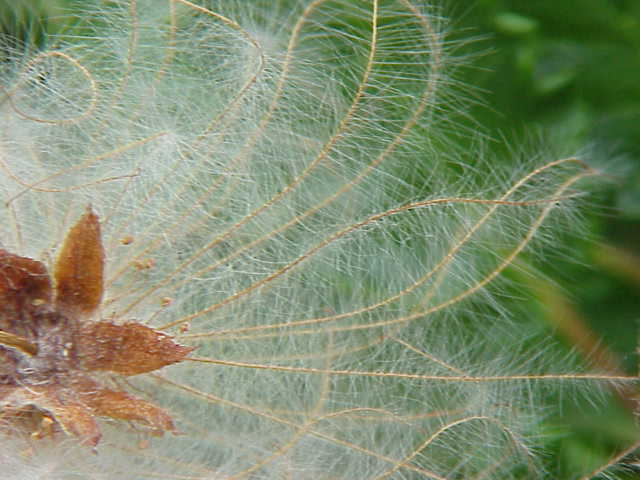
Les graines « à plumets » de la Dryade à huit pétales sont facilement transportées par le vent.

Le Dryas est le nom donné par les paléoclimatologues à une série de trois périodes froides de durées inégales, intervenues dans la dernière phase du Pléistocène, et datées approximativement de 16 500 à 11 700 ans avant le présent (AP). Le Dryas correspond ainsi à un dernier refroidissement du climat, avant le rapide réchauffement qui a mis fin à la dernière période glaciaire et a ouvert la période tempérée de l'Holocène.

## Étymologie
La période du Dryas tire son nom d'une fleur (Drias ou Dryas, aussi appelée Argentine, ou Herbe à plumets, ou Herbe aux cerfs, ou Thé des Alpes, ou Thé suisse), dont le nom scientifique est Dryas octopetala (Dryade à huit pétales). Les analyses palynologiques ont en effet montré que cette espèce a été l'une des premières plantes à fleur à recoloniser les éboulis libérés par les glaciers. Son pollen a été trouvé en abondance dans les tourbières formées aux époques dites du « Dryas ».
Les graines « à plumets » de la Dryade à huit pétales, facilement transportées par le vent, et la rusticité de cette plante, en font une plante pionnière à forte capacité de dispersion et colonisation, ce qui explique que son pollen a été abondamment trouvé dans les tourbières qui se sont formées dans le passé à proximité des zones de recul glaciaire.

## Trois «Dryas» distincts
Les paléoclimatologues distinguent, au sein du Tardiglaciaire (dernière phase de la dernière période glaciaire) :
- le Dryas ancien, d'environ 16 500 à 14 600 ans AP ;
- le Dryas moyen, courte période de rechute des températures autour d'environ 14 000 ans AP ;
- le Dryas récent, période de plus de 1 000 ans, d'environ 12 900 à 11 700 ans AP, caractérisée par un refroidissement brutal (chute de 7 °C de la température moyenne de l'hémisphère nord).

Le Dryas récent représente la toute dernière phase glaciaire du Pléistocène. Il est suivi de l'Holocène qui débute par un réchauffement rapide. Lors du Dryas récent, le pollen de Dryas octopetala est à nouveau trouvé en abondance dans les tourbes circumpolaires de l'hémisphère nord.
Une hypothèse est que ce refroidissement aurait été produit par la rupture d'un immense lac d'eau froide en Amérique du Nord, dont le déversement dans l'Atlantique nord aurait bloqué la circulation thermohaline, ce qui semble en contradiction avec le fait que le Dryas récent soit un épisode mondial, et pas seulement un épisode cantonné à l'Europe et l'Amérique du Nord.
Ces trois périodes froides sont entrecoupées par deux épisodes de remontée provisoire des températures, l'interstade Bölling, entre Dryas ancien et moyen, et l'interstade Alleröd, entre Dryas moyen et récent.